# Гопак-61
«Гопак-61» («Гвинтівка оперативна портативна на базі АК») — оперативна портативна снайперська гвинтівка українського виробництва призначена для бойових дій у умовах міста, виготовлена на базі АК/АКМ. За необхідності її можна оснастити спеціальним глушником.

## Історія
Демонстраційний зразок 7,62-мм портативної снайперської гвинтівки "Гопак" було вперше представлено 4 квітня 2015 року на полігоні навчального центру НГУ.
Нову оперативно-портативну гвинтівку «Гопак-61», розроблену фахівцями ВАТ "Завод «Маяк», презентували в рамках XII Міжнародної спеціалізованої виставки «Зброя та безпека-2015» 22-25 вересня. Після здійснення державних випробувань нова розробка надійде на озброєння української армії.
У жовтні 2015 року прес-служба ДК "Укроборонпром" повідомила, що гвинтівку "Гопак" направлено на державні випробування, і розглядають можливість постачання цієї зброї для ЗСУ.3 березня 2016 року на виставці стрілецької зброї українського виробництва в Київському політехнічному інституті був представлений ще один зразок гвинтівки - з укороченим магазином зменшеної ємності.
У 2018 році дану гвинтівку було включено до переліку зброї, пропонованої на експорт державною компанією "Спецтехноекспорт".

## Опис
У ході переобладнання автомата АК в неавтоматичну гвинтівку в конструкцію зброї внесені зміни: демонтовані  газовідвідна трубка, ложе та ствольна накладка; на ствол встановлений  глушник звуку пострілу, на ствольну коробку — кріплення для установки оптичного прицілу. Крім того, на зброю встановлені складні  сошки від ручного кулемета Калашникова, а штатний приклад замінений прикладом від  кулемета Калашникова.
Перевагами гвинтівки є:
- дешевизна, оскільки вона є порівняно простою реконструкцією старого АКМ, яких на складах Міноборони є ще достатньо, шляхом демонтажу деяких деталей та встановлення інших стандартних деталей (приціл, сошки, приклад);
- покращена в порівнянні з АКМ купчастість стрільби оскільки демонтовано газовий механізм, який дає основне зміщення точки прицілювання, та встановлено інший приклад в продовження прямої лінії ствола, що теж не дає зміщувати точку прицілювання під час здійснення пострілу;
- хороше маскування пострілу у порівнянні з СВД оскільки використовується ефективний глушник, при стрільбі без глушника постріл ГОПАКа добре маскується серед пострілів інших звичайних АКМ під час бою.
- снайпер озброєний ГОПАКом використовує такі ж патрони як і бійці, які озброєні АКМ, що в бойових умовах полегшує постачання боєкомплекту для ГОПАКа.
- відсутня система відведення порохових газів, завдяки чому істотно знижено шум під час роботи механізмів зброї під час пострілу
- перезарядження зброї проводиться вручну після кожного пострілу
- відсутній типовий для радянської зброї бічний кронштейн кріплення оптичних прицілів, замість якого є планка Пікатінні на місці прицілу.